# Bugul-Noz
Bugul-Noz (bretonisch für „Nachtkind“ oder „Nacht-Hirt“, auch Bugel-noz geschrieben) ist eine Sagengestalt der bretonischen Folklore. Der Name leitet sich ab von bugel (Kind, Knabe, auch Hirte) und noz (Nacht) und bezeichnet eine nächtliche Kreatur oder einen Geist, der bevorzugt in Wäldern und auf einsamen Wegen erscheint.

## Darstellung in der Volksüberlieferung
In der bretonischen Volkserzählung wird der Bugul-Noz häufig als Waldgeist oder Kobold beschrieben, der sich nach Einbruch der Dunkelheit zeigt. Je nach Überlieferung erscheint er als:
- kleine, verwahrloste Kreatur mit langen Gliedmaßen, wilden Haaren und glühenden Augen,
- schemenhafte Erscheinung, die von Nebel oder Schatten begleitet wird,
- einsamer Geist, der menschliche Gesellschaft meidet, weil seine Erscheinung furchteinflößend ist.

Der Bugul-Noz wird sowohl als Schreckgestalt für Kinder als auch als warnender oder mahnender Naturgeist überliefert. In manchen Varianten der Sage hindert er nächtliche Wanderer am Weitergehen oder warnt vor drohendem Unheil.

## Regionale Bedeutung
Die Geschichten um den Bugul-Noz stammen insbesondere aus dem südlichen Teil der Bretagne, etwa dem Pays Vannetais. Bis ins 20. Jahrhundert wurde die Figur auch in Liedern, Sprichwörtern und Erzählungen der älteren Generationen erwähnt. In einigen Dörfern galt es als Brauch, nach Einbruch der Dunkelheit die Türen zu schließen und keine Namen laut auszusprechen, um den Bugul-Noz nicht anzulocken.

## Symbolik
Der Bugul-Noz steht symbolisch für:
- die Angst vor der Nacht und dem Unbekannten,
- den Übergang zwischen der Welt der Lebenden und der Geister,
- die Warnung an Kinder und Reisende, sich bei Dunkelheit nicht in den Wald zu wagen.

Er gehört zu den vielen Gestalten der keltisch-bretonischen Mythologie, die das Verhältnis zwischen Mensch und Natur, Leben und Tod reflektieren.

## Rezeption

### Popkultur
In der französischen Fernsehserie Anaon - Hüter der Nacht (2025) ist der Bugul-Noz die zentrale Gegenspielerfigur. Er wird dort als riesige, langgliedrige Schattenkreatur dargestellt, die durch ein gestörtes Gleichgewicht zwischen Leben und Tod aufgerufen wird. Die Serie interpretiert die Figur als Wesen aus der Zwischenwelt Anaon und nutzt sie als zentrales Symbol für Schuld, Trauer und das Unaussprechliche.